# دارکوب بال‌سفید
دارکوب بال سفید (نام علمی: Dendrocopos leucopterus) پرندهای از تیرهٔ دارکوبیان است که در افغانستان, چین, قزاقستان, قرقیزستان, تاجیکستان, ترکمنستان, ازبکستان یافت می‌شود.